# Namie, Fukushima
Namie (浪江町 Namie-machi) là thị trấn thuộc huyện Futaba, tỉnh Fukushima, Nhật Bản. Tính đến ngày 1 tháng 10 năm 2020, dân số ước tính thị trấn là 1.923 người và mật độ dân số là 8,6 người/km2. Tổng diện tích thị trấn là 223,1 km2.

## Địa lý

### Đô thị lân cận
- Fukushima
  - Minamisōma
  - Iitate
  - Kawamata
  - Nihonmatsu
  - Tamura
  - Ōkuma
  - Futaba
  - Katsurao

### Khí hậu
| Dữ liệu khí hậu của Namie, Fukushima     | Dữ liệu khí hậu của Namie, Fukushima | Dữ liệu khí hậu của Namie, Fukushima | Dữ liệu khí hậu của Namie, Fukushima | Dữ liệu khí hậu của Namie, Fukushima | Dữ liệu khí hậu của Namie, Fukushima | Dữ liệu khí hậu của Namie, Fukushima | Dữ liệu khí hậu của Namie, Fukushima | Dữ liệu khí hậu của Namie, Fukushima | Dữ liệu khí hậu của Namie, Fukushima | Dữ liệu khí hậu của Namie, Fukushima | Dữ liệu khí hậu của Namie, Fukushima | Dữ liệu khí hậu của Namie, Fukushima | Dữ liệu khí hậu của Namie, Fukushima |
| Tháng                                    | 1                                    | 2                                    | 3                                    | 4                                    | 5                                    | 6                                    | 7                                    | 8                                    | 9                                    | 10                                   | 11                                   | 12                                   | Năm                                  |
| ---------------------------------------- | ------------------------------------ | ------------------------------------ | ------------------------------------ | ------------------------------------ | ------------------------------------ | ------------------------------------ | ------------------------------------ | ------------------------------------ | ------------------------------------ | ------------------------------------ | ------------------------------------ | ------------------------------------ | ------------------------------------ |
| Cao kỉ lục °C (°F)                       | 18.6 (65.5)                          | 22.2 (72.0)                          | 25.0 (77.0)                          | 32.0 (89.6)                          | 33.5 (92.3)                          | 35.7 (96.3)                          | 36.9 (98.4)                          | 37.9 (100.2)                         | 36.2 (97.2)                          | 31.6 (88.9)                          | 25.8 (78.4)                          | 21.6 (70.9)                          | 37.9 (100.2)                         |
| Trung bình ngày tối đa °C (°F)           | 7.4 (45.3)                           | 8.0 (46.4)                           | 11.1 (52.0)                          | 16.2 (61.2)                          | 20.9 (69.6)                          | 23.3 (73.9)                          | 26.9 (80.4)                          | 28.5 (83.3)                          | 25.2 (77.4)                          | 20.3 (68.5)                          | 15.4 (59.7)                          | 10.1 (50.2)                          | 17.8 (64.0)                          |
| Trung bình ngày °C (°F)                  | 2.2 (36.0)                           | 2.7 (36.9)                           | 5.7 (42.3)                           | 10.7 (51.3)                          | 15.5 (59.9)                          | 18.8 (65.8)                          | 22.6 (72.7)                          | 24.0 (75.2)                          | 20.6 (69.1)                          | 15.1 (59.2)                          | 9.7 (49.5)                           | 4.7 (40.5)                           | 12.7 (54.9)                          |
| Tối thiểu trung bình ngày °C (°F)        | −3.0 (26.6)                          | −2.7 (27.1)                          | 0.1 (32.2)                           | 5.0 (41.0)                           | 9.9 (49.8)                           | 14.6 (58.3)                          | 19.1 (66.4)                          | 20.3 (68.5)                          | 16.5 (61.7)                          | 10.0 (50.0)                          | 3.7 (38.7)                           | −0.7 (30.7)                          | 7.7 (45.9)                           |
| Thấp kỉ lục °C (°F)                      | −11.9 (10.6)                         | −12.4 (9.7)                          | −8.0 (17.6)                          | −4.7 (23.5)                          | −1.1 (30.0)                          | 4.6 (40.3)                           | 9.9 (49.8)                           | 10.2 (50.4)                          | 5.5 (41.9)                           | −1.6 (29.1)                          | −5.6 (21.9)                          | −11.2 (11.8)                         | −12.4 (9.7)                          |
| Lượng Giáng thủy trung bình mm (inches)  | 59.0 (2.32)                          | 45.6 (1.80)                          | 94.5 (3.72)                          | 119.6 (4.71)                         | 125.8 (4.95)                         | 156.3 (6.15)                         | 193.4 (7.61)                         | 163.4 (6.43)                         | 238.2 (9.38)                         | 225.9 (8.89)                         | 71.1 (2.80)                          | 44.2 (1.74)                          | 1.539,7 (60.62)                      |
| Số ngày giáng thủy trung bình (≥ 1.0 mm) | 4.7                                  | 5.0                                  | 7.9                                  | 9.2                                  | 10.0                                 | 12.8                                 | 14.3                                 | 11.0                                 | 12.8                                 | 9.6                                  | 6.3                                  | 5.0                                  | 108.6                                |
| Số giờ nắng trung bình tháng             | 170.5                                | 171.7                                | 183.0                                | 186.6                                | 194.3                                | 145.8                                | 136.7                                | 164.6                                | 126.8                                | 137.3                                | 152.6                                | 159.1                                | 1.926,1                              |
| Nguồn: Cục Khí tượng Nhật Bản            |                                      |                                      |                                      |                                      |                                      |                                      |                                      |                                      |                                      |                                      |                                      |                                      |                                      |